# NN-141
La carretera NN‑141 es una vía departamental secundaria ubicada en el municipio de San Francisco Libre, en el departamento de Managua. Conecta la cabecera municipal con el sector este del municipio, facilitando el acceso local y rural.

## Trazado y cruces
| km   | Localidad / Punto   | Departamento | Conexión / Ruta   |
| ---- | ------------------- | ------------ | ----------------- |
| 0,0  | San Francisco Libre | Managua      | Inicio vial local |
| 5,1  | El Salto            | Managua      | Camino rural      |
| 10,2 | San Benito No. 1    | Managua      | NN 142            |

## Coordenadas
Uno de los tramos de la NN‑141 puede ser encontrado en las coordenadas: 12°07′12″N 86°18′00″O / 12.1200, -86.3000